# Breda Fucine
Breda Fucine S.p.A. era un'azienda italiana che operava nel settore della metallurgia e della metalmeccanica, nata negli anni cinquanta all'interno del gruppo Società Italiana Ernesto Breda per Costruzioni Meccaniche, a seguito della trasformazione della società SIEB in FEB (Finanziaria Ernesto Breda).

## Storia

### Le origini
Al fine di incrementare lo sviluppo delle attività industriali negli stabilimenti di sua proprietà, oltre che per rendersi autosufficiente nell'approvvigionamento delle materie prime da destinare ai vari campi di applicazione, Ernesto Breda, durante i primi anni del Novecento, decise di realizzare a Sesto San Giovanni un impianto di fonderia e fucinatura di materiali ferrosi, che in breve sarebbe andato a ricoprire la Sezione III - Fucine di SIEB (ovverosia Breda).
Durante gli anni del secondo dopoguerra la fabbrica sestese, come avvenuto per la gran parte delle attività ex SIEB, entrò a far parte dei siti industriali controllati dal FIM (Fondo di Finanziamento per l'Industria Meccanica), una società partecipata dello stato italiano, con l'obiettivo di affidargli una visione più strategica nei processi di ricostruzione e rilancio dell'economia del Paese, specializzandosi in particolare nella vendita di macchine utensili e produzione di materiale siderurgico in generale, metalli e leghe, costituendosi nel 1951 come società per azioni, con il nome di Breda fonderia forgia e macchine industriali.

### Breda Fucine S.p.A.
Nel 1956, in concomitanza di una riorganizzazione e potenziamento dei reparti, l'azienda mutò nuovamente ragione sociale in Breda Fucine, divenendo in breve uno dei più grandi poli metalmeccanici attivi nell'area milanese, giungendo al termine del decennio ad avere 1.265  dipendenti, senza contare l'indotto.
Con la nascita dell'EFIM, nuovo ente proprietario dal 1962 della Breda Fucine e delle altre aziende controllate dalla FEB (Finanziaria Ernesto Breda), la società intraprese numerosi investimenti anche nel Mezzogiorno d'Italia, grazie pure all'apertura di un secondo impianto industriale a Bari, denominato Breda Fucine Meridionali, facendo registrare nel giro di pochi anni un ulteriore aumento del fatturato e della sua forza lavoro.
L'ingresso negli anni settanta coincise esattamente con la fine del percorso di sviluppo delle attività della Breda Fucine, che in assenza di una visione strategica, aperta alle nuove regole del mercato e del progresso tecnologico, iniziò a percorrere la sua parabola discendente, avvertibile anche nella graduale contrazione del personale impiegato negli impianti. Nel 1975, infatti, la sede sestese cessò tutte le lavorazioni di fonderia, che passarono di competenza al polo di Bari.
Successivamente la crisi dell'industria pesante subentrata all'alba dei primi anni ottanta, le difficoltà finanziarie insorte intorno alla gestione dell'EFIM, i problemi legati alla tutela della salute dei lavoratori nei diversi ambiti produttivi (fattore da sempre ritenuto in scarsa considerazione dai vertici aziendali e motivo di numerosi scioperi e battaglie sindacali già a partire anni sessanta, complice altresì la drammatica scoperta della pericolosità dell'esposizione diretta all'amianto degli operai, usato come coibentante e materiale ignifugo nelle lavorazioni a caldo) non fecero altro che gravare sull'amaro destino dell'azienda.
In base a un ventilato piano di salvataggio dei ridotti comparti produttivi si disposero azioni per un percorso di spacchettamento e privatizzazioni dei vari ambiti della Breda Fucine; pertanto: nel 1982 il settore delle valvole e dei raccordi petroliferi fu ceduto alla neocostituita Breda Energia, quello delle macchine utensili poco dopo diede origine alla Breda Techint Macchine, società poi assorbita negli anni novanta dal gruppo Danieli (trasferendo così in nuove sedi le poche attività rimaste nel sito milanese), la Breda Fucine Meridionali venne chiusa e trasformata da nuovi proprietari in Bari Fonderie Meridionali, mentre la rimanente quota delle attività ancora attive a Sesto S. Giovanni confluirono nella Nuova Breda Fucine, realtà inglobata ufficialmente dal 1996 nella Metalcam della Carlo Tassara.